# 쌍유리 불변량
대수 기하학에서, 쌍유리 불변량(birational invariant)은 쌍유리 동형 관계에서 보존되는 성질이다.

## 정의
쌍유리 불변량은 대수 다형체의 쌍유리 동치류에서 잘 정의된 수 또는 대상이다. 즉, 오직 다형체의 함수체에 대해서만 달라진다.

## 예
첫 번째 예는 리만의 기초 연구에 등장한다. 그의 논문에서 그는 각 대수 곡선에 대홰 리만 곡면을 정의할 수 있음을 보였다. 모든 리만 곡면은 대수 곡선에서 나오며, 쌍유리 동형까지 잘 정의되고 두 쌍유리 등형 곡선은 동일한 리만 곡면에 대응된다. 따라서 대응 되는 리만 곡면, 또는 더 간단하게, 대응되는 리만 곡면의 종수는 쌍유리 불변량이다.
더 복잡한 예는 호지 이론에 등장한다. 대수 곡면의 경우 비특이 사영 복소 곡면의 호지 수 h 0,1 및 h 0,2 는 쌍유리 불변량이다. 호지 수 h 1,1 은 그렇지 않다. 곡면의 곡선에 대한 점을 부풀리는 과정이 그것을 증가시킬 수 있기 때문이다.

## 참조
- Reichstein, Z.; Youssin, B. (2002), “A birational invariant for algebraic group actions”, 《Pacific Journal of Mathematics》 204 (1): 223–246, arXiv:math/0007181, doi:10.2140/pjm.2002.204.223, MR 1905199.